# Palazzo Di Lorenzo del Castelluccio
Il Palazzo Di Lorenzo del Castelluccio (1782) si trova a Noto in via Cavour 10.  È uno dei più importanti palazzi nobiliari della città, ricostruito in stile neoclassico alla fine del XVIII secolo per la famiglia Di Lorenzo, i marchesi del Castelluccio. In seguito al terremoto del 1693, la città di Noto fu interamente ricostruita in stile barocco siciliano. Nel 2002 il suo centro storico è stato dichiarato patrimonio dell'UNESCO.

## Storia
Il Palazzo Castelluccio, appartenente all'epoca ad una delle più antiche famiglie nobili di Noto, fu costruito nel 1782 per il marchese Corrado di Lorenzo del Castelluccio dopo il terremoto del 1693, che distrusse parte della regione. La facciata del Palazzo, in via Cavour, non adotta lo stile barocco tipico della ricostruzione dei principali monumenti storici della città, ma sposa il gusto neoclassico, in voga proprio alla fine del XVIII secolo, gusto che ritroviamo negli affreschi che contribuiscono al decoro degli interni del piano nobile. Dal XVIII alla prima metà del XX secolo, alcune aree del Palazzo furono abitate da diverse influenti famiglie siciliane, che condivisero la Residenza con i Di Lorenzo. Dopo la morte dell'ultimo marchese, Palazzo Di Lorenzo del Castelluccio, fu ereditato dall'Ordine di Malta, che ne mantenne la proprietà per 30 anni circa.

### La famiglia
Il cognome "Di Lorenzo" fa riferimento al feudo di San Lorenzo (tra Noto e Pachino), proprietà della famiglia. L'attribuzione di "Marchese del Castelluccio" fa seguito all'acquisizione del feudo di Castelluccio, a pochi chilometri dalla città di Noto. Il successivo legame matrimoniale tra una discendente della famiglia Borgia e un Di Lorenzo, tra la fine del XVIII secolo e l'inizio del XIX, provocò la scissione della famiglia in due rami: i  "Di Lorenzo Borgia del Casale" e i "Di Lorenzo Borgia del Castelluccio", i quali si trasferirono nella residenza di Noto nel 1782. 

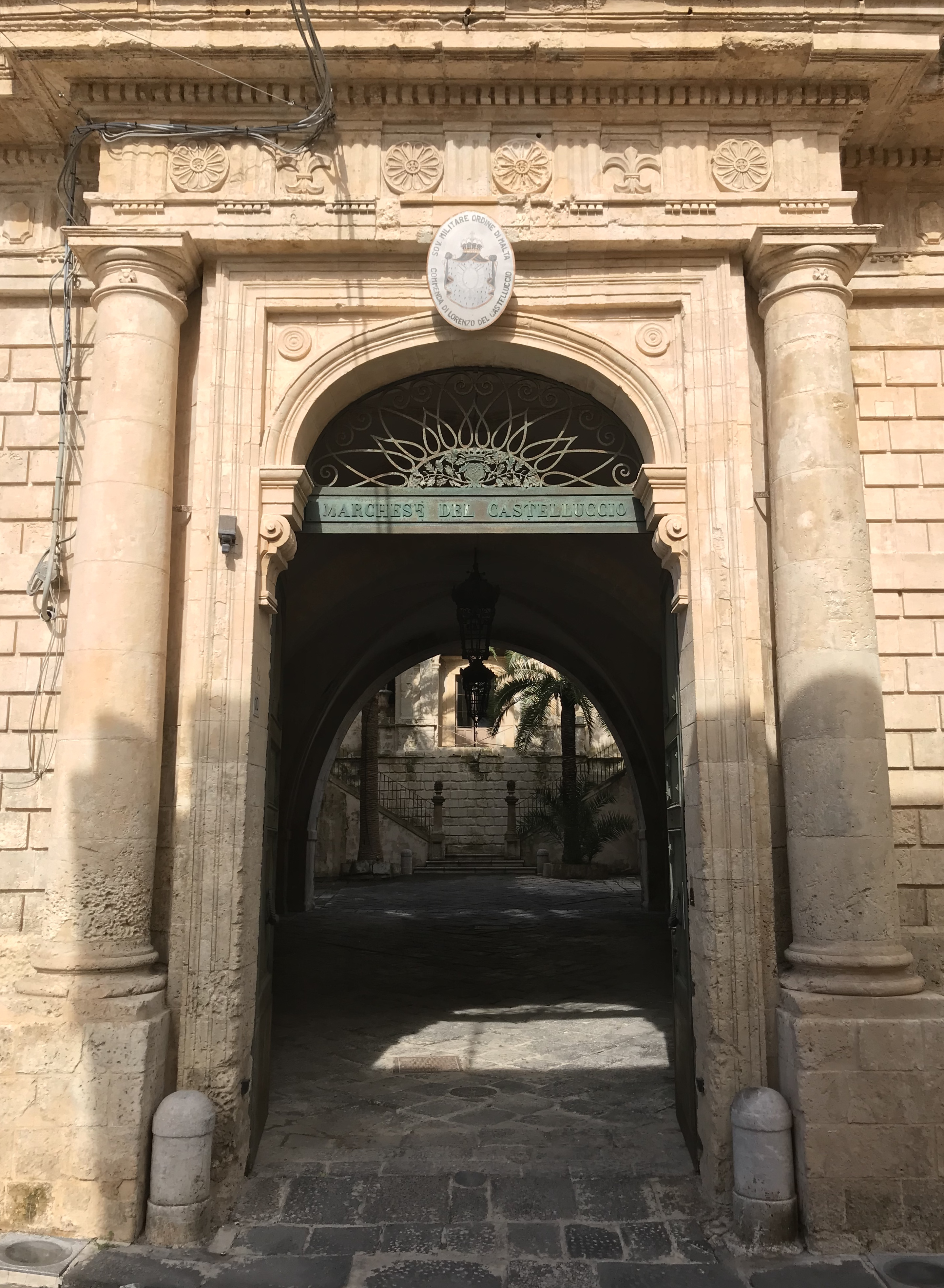
Palazzo Di Lorenzo Del Castelluccio,via Cavour 10, Noto (Sicilia)

## Il palazzo
Il Palazzo presenta una facciata neoclassica, molto simile a quella dei palazzi romani in voga alla fine del XVIII secolo. L'accesso dà sulla corte principale, con bassorilievi in pietra di Noto, mementos degli avi dei Di Lorenzo di Noto Antica, due palme (simbolo di ricchezza) e due scalinate simmetriche che conducono al piano nobile. Le 105 stanze e i 5 000 m², fanno di Palazzo Di Lorenzo del Castelluccio una delle più grandi residenze nobiliari del Val di Noto. La struttura si estende a più livelli che comprendono le aree riservate alle famiglie, gli alloggi dei domestici e soprattutto, la parte di rappresentanza, il piano nobile, contraddistinto da un'infilata di salotti decorati con magnifici affreschi neoclassici: dal vestibolo d'ingresso alla sala da ballo, dalla sala della musica al salotto cerimonie. L'altra parte del palazzo è la rappresentazione della vita quotidiana di questa grande casa siciliana: le cucine antiche, le cantine, la sala da pranzo del personale, le scuderie ed uno spazio riservato alle carrozze.

### Il palazzo oggi
Dopo la morte di Corrado Di Lorenzo, ultimo dei marchesi del Castelluccio, nel 1981, il Palazzo fu donato all'Ordine dei Cavalieri di Malta. Dal 2011, il magnate francese Jean Louis Remilleux ne ha rilevato il possesso e, dopo i lavori di restauro, nel 2018, è stato aperto al pubblico. Il lavoro prevalentemente conservativo del Palazzo e gli investimenti fatti da Monsieur Remilleux sono straordinari per estetica, raccordo storico ed impegno personale in favore della conservazione della storia siciliana. Pezzi unici ed originali sono visibili nel Palazzo, che è una residenza in costante evoluzione e rinnovamento. 
Il Palazzo si vede in varie fiction italiane, fra le quali "Il commissario Montalbano" ed è anche protagonista del docufilm "Poco Noto - Lettere dal Palazzo", che racconta una storia di amori segreti e figli illeggittimi. Oggi è di proprietà della catena alberghiera Rocco Forte.